# Ласковый май
«Ла́сковый май» (укр. «Лагідний травень» або «Ласкавий травень») — радянська і російська популярна музична група. Повна назва "Всесоюзна центральна творча студія для обдарованих дітей-сиріт «Ла́сковый май». Перша в СРСР група, орієнтована на підлітків. Група набула велику популярність в СРСР наприкінці 1980-х років не тільки серед підлітків, але і серед людей різного віку, багато в чому завдяки тому, що її учасники були самі підлітки з дитячих будинків (хоча тема сирітства в піснях групи не експлуатувалася). Зіграла свою роль і реклама в пресі (грамотна розкрутка групи керівником Андрієм Разіним). Засновник гурту Сергій Кузнєцов залишив її у 1989 році. Візитною карткою групи була пісня «Білі троянди».
У 1991 році «Ласковый май» перестав існувати. Відразу після відходу з групи Юрій Шатунов їде в Німеччину і на деякий час припиняє виступи. Пізніше успішно починає свою сольну кар'єру.
У 2009 році на хвилі нового витка популярності, пов'язаного з модою на 1990-ті роки
і виходом фільму «Ласковый май», група знову з'явилася на сцені у складі: Андрій Разін, Сергій Сєрков, Андрій Кучеров і Сергій Ленюк.

## Історія
Група «Ласковый май» була створена 6 грудня 1986 року в Оренбурзькій школі-інтернаті № 2 керівником музичного гуртка Сергієм Кузнєцовим за участю тринадцятирічного учня школи Юрія Шатунова.
Загалом, до Новорічної дискотеки репертуар був готовий. Тільки з назвою групи була заковика... Я якось (це було сьомого грудня — знову ця цифра «сім!») запропонував назву з рядків пісні. Назва досить символічно, але якось солоденько звучить. Нікому з нас не сподобалося. І мені теж. «Лагідний травень». А тому символічно, що в пісні була така фраза: «Але лагідний травень набуде права...» Подумали ми і вирішили поки з назвою почекати. Тільки все одно довелося його залишити... Коли до виходу на сцену залишалося хвилин десять, ми перезирнулися — ну, як назовемся? Всі запитливо дивилися на мене, а я на них. «А, Бог з ним... Нехай так і буде. — «Лагідний травень».
Комерційний успіх прийшов до групи після того, як її помітив Андрій Разін, який працював адміністратором групи «Міраж». Він запрошує групу в Москву, де студія «Рекорд» Ю. Чернавського перезаписує альбом з Юрієм Шатуновим. Прийом групи «Міраж» — коли з однією фонограмою по країні гастролювали відразу кілька колективів — Разін застосовує для «Ласкавого травня». Крім того, Разін оголошує повну заборону на фото — і відеозйомку групи «Ласкавий травень».
Солісти — Юрій Шатунів (основний соліст), Костянтин Пахомов і Андрій Разін (з 1988 року — керівник групи), музичний керівник — композитор Сергій Кузнєцов, з 1989 року — композитор Володимир Бойко.
Основний склад групи живе в Московському інтернаті № 24 на Каховці, там же працює і «Студія „Ласковый май“». Оскільки Юрій Шатунів повинен вчитися в школі — Андрій Разін, щоб не переривати гастролі, вмовляє Сергія Кузнєцова написати кілька пісень для нього, і стає повноправним солістом, а пізніше і керівником «Ласкавого травня».
Група стає джерелом численних скандалів, з яких Разіну допомагає вийти пущений їм слух, що він є племінником М. С. Горбачова. Коли скандал з двійниками вже не можна було «зам'яти», Разін оголосив про набір співаючих дітей в «Студію „Ласковый май“», це дало можливість офіційно плодити колективи, що гастролювали під вивіскою «Студія „Ласковый май“».
Першим директором групи стає Рашид Дайрабаев. У 1989 році, після відходу Сергія Кузнєцова, Андрій Разін запрошує на посаду музичного керівника студії «Ласковый май» композитора Володимира Бойка, засновника групи «Білі Троянди». Всі фонограми були перезаписані у Ігоря Бабенка в одній з аудиостудий «Рекорду». Всі аранжування належать Сергію Кузнєцову. Співробітник «Рекорду», звукорежисер Анатолій Мешаев, який працював там у той час, виявився безпосереднім учасником всіх створених хітів «Ласкавого травня».
Перша в Радянському Союзі підліткова музична група, яка працювала в стилі «Євро-диско 80-х» і апелювала до молоді віком від 13 до 18 років, мала небувалу популярність як у юної аудиторії країни, так і у дорослої. Але діяльність Разіна не подобалася засновнику групи Сергію Кузнєцову, і в 1989 році між керівником групи Андрієм Разіним і композитором Сергієм Кузнєцовим виникли жорсткі тертя в основному на ґрунті (до того часу вже гігантського) фінансового і адміністративного поділу, а також особистих високих амбіцій, якими повною мірою володіли обидві сторони. Так, Кузнєцов вирішив, що група «Лагідний травень» не зможе без нього існувати, а сам він цілком здатний створити аналогічну групу, де і буде повновладним господарем, і незабаром заявив про свій відхід. Разін ж, між справою всіляко сприяючи відходу суперника, вже зрозумів, що його грошовий верстат «Ласковый май» шляхом нехитрих маніпуляцій відпрацює своє без Кузнєцова ще краще. А коли Кузнецов почав вимагати за свою творчість «дивіденди», Разін вдався до вже перевіреного рекламного трюку: в аудіозаписах перед новим концертом жалібним голосом він оголосив численної аудиторії, що деспот Кузнєцов після відходу тероризує групу і вимагає в ультимативній формі за свої минулі заслуги автомобіль. З відходом Кузнєцова різко падає якість пісень групи, і, незважаючи на комерційний успіх, який посилювало використання груп-двійників, слава групи починає згасати.
«Ласковый май» продовжує збирати багатотисячні стадіони (40-60 тисяч осіб) і встановлювати рекорди за кількістю концертів на день. У період зимових канікул, з 28 грудня 1989 року по 10 січня 1990 року, група з програмою «Білі троянди — білої зими...» дає 13 сольних аншлагових концертів у московському спорткомплексі «Олімпійський» — замість квитків на новорічну ялинку тисячі дівчат купують квитки на улюблену групу. Кількість концертів в інших містах колишнього Радянського Союзу сягала восьми за день і більше сорока за місяць.

Однак спроби створення нових пісень, схожих на «Білі троянди», «Рожевий вечір» та інші хіти не мали такого успіху, як і копіювання самого стилю групи «Ласкавий травень». Разом з тим «Ласкавий травень» став групою, що зробила величезний вплив на формування жанру поп-музики в Росії.
Повторити феноменальний успіх групи «Ласковый май» поки в нашій країні не вдалося нікому. За деякими даними, кожен третій житель Росії хоч раз, але був на концерті групи.
У 1991 році «Ласкавий травень» перестав існувати. Відразу після відходу з «Ласкавого травня» Юра Шатунов їде в Німеччину і на деякий час припиняє виступи. Пізніше успішно починає свою сольну кар'єру.
У 2009 році на хвилі нового витка популярності, пов'язаної з модою на 1980-ті роки і виходом фільму «Ласкавий травень», група знову з'явилася на сцені у складі: Андрій Разін, Сергій Сєрков, Андрій Кучеров і Сергій Ленюк.
У 2011 році, на замовлення телеканалу НТВ, в рамках проекту «Таємний шоу-бізнес», був знятий фільм «Ласкавий травень. Загадка зниклого мільярда»..
У 2017 році, на замовлення телеканалу ТВЦ, був знятий документальний фільм про групу «Ласковый Май. Ліки для країни» (автор і режисер Тимур Білий, продюсер Світлана Вороб'євська).

## Склад

### Склад в даний час
1. Андрій Разін
2. Сергій Сєрков
3. Андрій Кучеров
4. Сергій Ленюк — барабанщик (колишній чоловік Лери Кудрявцевої)

### Колишні учасники групи

#### Вокалісти
1. Костянтин Пахомов — вокаліст
2. Антон Токарєв — вокаліст
3. Віктор Куликов — вокаліст
4. Наталія Грозовська — вокал
5. Олег Крестовський — вокаліст
6. Рафаель Ісангулов — вокаліст, клавішник
7. Андрій Гуров — вокал

#### Музиканти
1. Олексій Андрієвських — клавішник (перший склад групи)
2. Сергій Кулагін — клавішник
3. Євген Бичков — клавішник
4. Андрій Володимирович Салов — клавішник (1993)[7]
5. Ігор Сафіуллін — саксофон

#### Композитори і поети
1. Володимир Шурочкін — вокаліст, композитор
2. Анатолій Мєшаєв — композитор, аранжувальник, звукорежисер.

#### Звукорежисери
1. Павло Томов — звукорежисер
2. Володимир Хозяєнко — звукорежисер
3. Олег Андрєєв — звукорежисер
4. Олександр Єгунов — звукорежисер

#### Адміністратори
1. Аркадій Кудряшов — адміністратор групи,
2. Вадим Циганов — директор групи.

### Померлі учасники групи

#### Вокалісти
1. Юрій Барабаш — вокаліст (1974-1996)
2. Юрій Гуров — вокаліст (1971-2012)
3. Влада Московська — вокалістка (1967-2006)
4. Юрій Шатунов — вокаліст, головний соліст групи (1986-1991) (1973-2022)

#### Музиканти
1. В'ячеслав Пономарьов — бас-гітарист (1970-2007)
2. Ігор Ігошин — барабанщик, ритм-машиніст (1972-1992)[8]
3. Олексій Бурда (1974-2012)
4. Михайло Сухомлинов — клавішник (1974-1993)
5. Арвід Юргайтис — клавішник (1969-2005)
6. Ігор Анісімов — клавішник першого складу, працював у 1986-1991 (1973-2013)[9]
7. Олександр Прико — клавішник (1973-2020)
8. Сергій Кузнєцов — поет, композитор, аранжувальник, клавішник (1964-2022)
9. Михайло Афанасьєв — клавішник (1969-2022)

#### Композитори і поети
1. Володимир Бойко — музичний керівник, композитор. Також створив групи: «Білі Троянди», «Стайєр», «Оксамитовий сезон» та ін. (1960-2020)
2. Алла Гольцева — поетеса, автор текстів пісень у виконанні Разіна, Шатунова, Крестовського і ін. солістів (1946-2020)
3. Сергій Кузнєцов — поет, композитор, аранжувальник, клавішник (1964-2022)

#### Адміністратори
1. Євген Закуваєв — Заступник генерального директора центру творчої групи для обдарованих дітей-сиріт «Ласковый май» (1963-2013)
2. Рашид Дайрабаев — перший директор групи (1967-2013)[10]

## Дискографія
1. 1988 Белые розы
2. 1988 Вечер холодной зимы
3. 1988 Старый лес
4. 1988 Разбитая любовь
5. 1989 8 марта
6. 1989 Розовый вечер
7. 1989 На крыше
8. 1989 Гудбай, беби
9. 1989 Ласковое лето
10. 1989 Сказочный берег
11. 1989 Октябрьский альбом
12. 1990 Глупые снежинки
13. 1990 Машка-матрёшка
14. 1990 Озорная девчонка
15. 1990 Возвращайся
16. 1990 Остров на двоих
17. 1991 Закрой за мной дверь
18. 1992 Случайная встреча
19. 1993 Детский дом
20. 1996 Искусственное дыхание
21. 2007 Звезда
22. 2008 Все хиты
23. 2016 Новые песни!

## Вплив
Творчість групи «Ласковый май» зробила вплив на популярну узбецьку поп-рок-групу «Болалар».
У групи «Водоспад імені Вахтанга Кікабідзе» є альбом «Музичний ринг», в якому пародіюється вигаданий випуск телепередачі за участю «Водоспаду...» і «Ласкавого травня».
Російський музикант і автор пісень Олександр Лаертський у 1992 році написав пісню, в якій є рядок: «Їх білі троянди лежать на вікні подібно зв'язці гранат», з натяком на відомий хіт групи, в 1995 році увійшла в альбом «Непомітні шкарпетки».
В репертуарі гурту «ТіК» є пісня «Білі троянди», яка представляє з себе дослівний переклад пісні «Білі троянди» з репертуару «Ласкавого травня» на українську мову.
У пісні «У свободи недитяче зле обличчя» групи «Машина часу» є рядки: «Замість доброго слова — собачий гавкіт! Замість добрих пісень — „Ласковый май“!»
У пісні «Без цукру» групи «Телевізор» є рядок: «Сироти продовжують грати бенкет під час чуми!»
З'явилася групи зі схожими назвами: «Ласкавий бик», «Ласкаві Вуса», «Білі троянди».
Група «Мама», заснована Сергієм Кузнєцовим, виконувала пісні Сергія Коваля, написані для «Ласкавого мая»; співачка Нюша на початку кар'єри виконувала пісні групи «Ласковый май».
У 2009 році вийшов присвячений групі художній фільм "Ласковый май".

## Пародії
Сергій Мінаєв і Володимир Маркін — Білі Кози